# 恩斯特 (利珀-比斯特費爾德)
利珀-比斯特費爾德的恩斯特（德語：Ernst zur Lippe-Biesterfeld，1842年6月—1904年9月），利珀-比斯特費爾德伯爵，1897年至1904年擔任利珀親王亞歷山大的攝政。

## 家庭
1869年，恩斯特與瓦滕斯勒本的卡羅琳結婚，兩人共有3子3女：
1. 阿德萊德（英语：Countess Adelaide of Lippe-Biesterfeld）（1870年—1948年），薩克森-魏瑪-艾森納赫大公夫人費奧多拉的母親
2. 利奧波德（1871年—1949年），末代利珀親王
3. 伯恩哈德（1872年—1934年），荷蘭王夫伯恩哈德的父親
4. 尤利烏斯·恩斯特（德语：Julius Ernst zur Lippe-Biesterfeld）（1873年—1952年）
5. 卡羅拉（1873年—1958年）
6. 瑪蒂爾德（1875年—1907年）